# Pnivne, Kamin-Kașîrskîi
Pnivne (în ucraineană Пнівне) este localitatea de reședință a comunei Pnivne din raionul Kamin-Kașîrskîi, regiunea Volînia, Ucraina.

## Demografie
Componența lingvistică a localității Pnivne
     Ucraineană (100%)
Conform recensământului din 2001, toată populația localității Pnivne era vorbitoare de ucraineană (100%).